# جيمي غلين
جيمي غلين (بالإنجليزية: Jimmy Glenn)‏ (9 أغسطس 1972 بمونتيري في الولايات المتحدة - ) هو لاعب كرة قدم أمريكي في مركز الهجوم. لعب مع كولومبوس كرو ونادي دالاس وRochester Rhinos ‏ وSalem City FC ‏ وBaltimore Blast ‏ وBuffalo Blizzard ‏ وCincinnati Silverbacks ‏ وأتلانتا سيلفرباكس وToronto ThunderHawks ‏.

## وصلات خارجية
- جيمي غلين على موقع الدوري الأمريكي (الإنجليزية)
- جيمي غلين على موقع قاعدة بيانات كرة القدم.إي يو (الإنجليزية)